# Pere Anguera
Pere Anguera Nolla (Reus, 18 novembre 1953 - Reus, 4 janvier 2010), est un historien espagnol spécialiste du XIXe siècle.
Il est connu pour avoir travaillé sur le rôle du carlisme en tant que précurseur du catalanisme politique,.

## Biographie
Considéré comme un catalaniste de gauche, il milite dans le Partit Socialista d'Alliberament Nacional, clandestin, pendant sa jeunesse,. Il est diplômé en histoire de l'université de Barcelone, où commence son intérêt pour le carlisme et le catalanisme. Il obtient un doctorat délivré par la même université avec une thèse intitulée Idiología i societat al baix camp de 1868 a 1874 (« Idéologie et société dans le Baix Camp de 1868 à 1874 »).
Il est professeur puis professeur d'histoire contemporaine à l'université Rovira i Virgili de Tarragone. Dans les années 1980, il défend avec d'autres une rénovation de l'étude des questions culturelles en se focalisant sur l'identification idéologique du catalanisme et sa caractérisation sociale, surgis autour de débats suivant la fin du franquisme.
Il fut un écrivain prolifique, auteur d'articles dans diverses publications comme L'Avenç, dont il fut membre du conseil consultatif. Il est l'auteur de livres tels que El Priorat de la cartoixa d'Escaladei (1985), avec Manuel Aragonès i Virgili Déu, rei i fam. El primer carlisme a Catalunya (1995),,, El català al segle xix. De llengua del poble à llengua nacional (1997), « Catalanisme cultural » dans Escrits polítics del segle xix (tome I, 1998), Literatura, pàtria i societat. Els intel·lectuals i la nació (1999), Els precedents del catalanisme (2000) o El general Prim, biografía de un conspirador (2003). Il a collaboré ou coordonné diverses œuvres collectives comme Història. Política, societat i cultura dels Països Catalans,.